# ビストリフルイミド
ビストリフルイミド（英: Bistriflimide、TFSIまたはNTf2）は、化学式が[(CF3SO2)2N]−で表される非配位性アニオンである。塩は通常、金属トリフルイミダートと呼ばれる。

## 用途
このアニオンは、テトラフルオロホウ酸塩のようなより伝統的な対イオンよりも毒性が低く安定であるため、イオン液体（メチルトリオクチルアンモニウムビス(トリフルオロメチルスルホニル)イミドなど）において広く用いられる。このアニオンは、その高い解離度と伝導率のために、リチウムイオン二次電池およびリチウム金属電池（リチウムビス(トリフルオロメタンスルホニル)イミド）においてもまた重要である。また、ポリエチレンオキシド中の結晶化度を抑制するという付加的な利点を持つ。これは、そのポリマーの50 °Cの融点以下での伝導率を増加させる。

## ビストリフルイミド酸

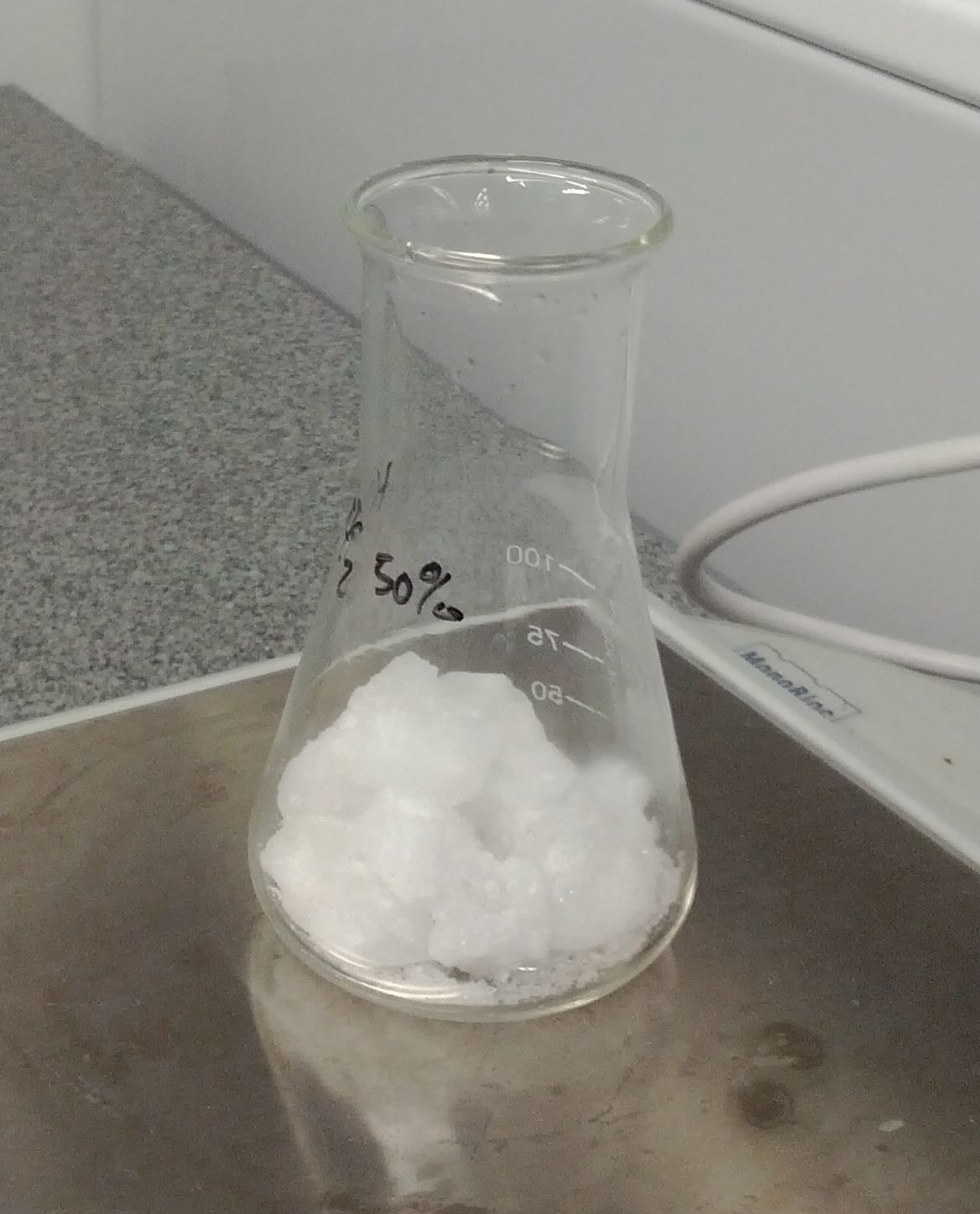
ビストリフルイミド酸

ビストリフルイミドの共役酸は、慣用名でしばしばビストリフルイミド酸（CAS: 82113-65-3）と呼ばれ、市販されている超酸である。ビストリフルイミドは結晶性の化合物であるが、吸湿性であり潮解性を示すほどである。その非常に高い酸性度と有機溶媒との良好な適合性のために、ビストリフルイミドは広範な化学反応において触媒として用いられてきた。
水中での、ビストリフルイミドのpKa値は正確に決定できないが、アセトニトリル中では-0.10、1,2-ジクロロエタン中では-12.3（水溶液中のpKaスケールに大まかに近似するため、0に固定した2,4,6-トリニトロフェノール（ピクリン酸）のpKa値を基準として）と推定されており、これはトリフルオロメタンスルホン酸（pKaMeCN = 0.70, pKaDCE(ピクリン酸基準) = -11.4）よりも酸性が強いことを意味している。

## 命名法
ビストリフルイミドの構造と反応性を適切に示すIUPAC名を開発することは難しく、現行の名称に対する変更が提案されている。主な難所は、「アミド」という言葉が、アシル化（スルホニル化を含む）されたアミン、あるいはアミンのアニオン形態のどちらをも指す多義的な使われ方をしている点にある。同様に、「イミド」はビスアシル化されたアミン、あるいは2回脱プロトン化されたアミン（無機イミドなど）を指す場合がある。そのため、採用する命名法によっては、アミドやイミドが親酸とアニオンのどちらを指しているのか曖昧になってしまう。（酸と区別するために、アニオンを「アミデート」や「イミデート」と呼ぶ試みもなされてきた。）こうした化合物の命名における複雑さは、IUPACの論文（または記事）でも指摘されている。それ以来、IUPACは（2013年）、アニオン性窒素の誘導体はアザニドとして命名できると推奨しており、そのためビス(トリフルオロメタンスルホニル)アザニドは、ビストリフルイミドアニオンにとって許容可能で明確な名前である。親酸（その慣用名はトリフルイミド酸）は、その場合ビス(トリフルオロメタンスルホニル)アザンと呼ばれる。
1,1,1-トリフルオロ-N-(トリフルオロメチルスルホニル)メタンスルホンアミドという名前もまた明確なIUPAC許容名であるが、この構成からは分子の対称性は明らかではない。